# Waldo Dörsch

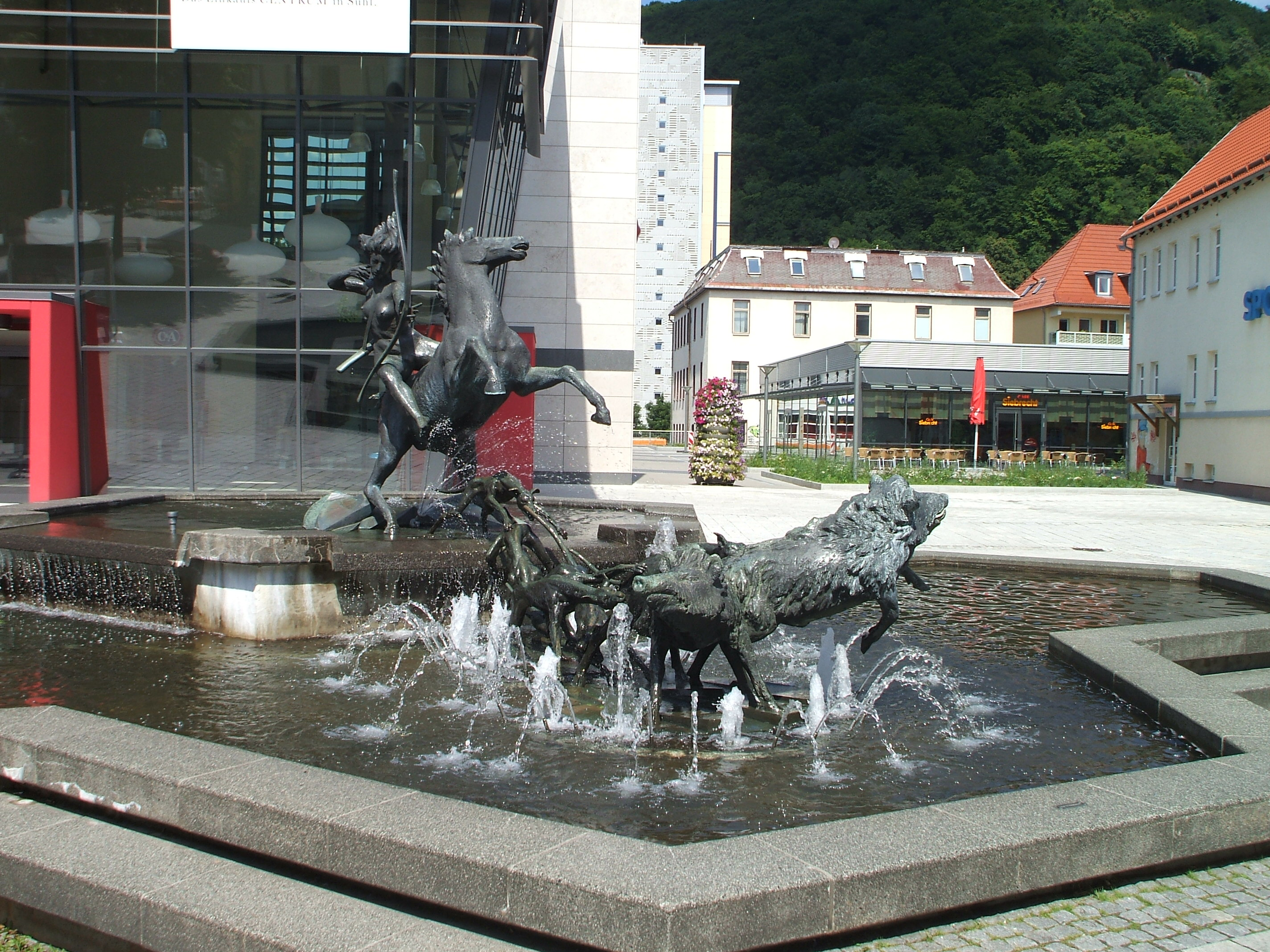
Brunnenanlage „Diana auf der Jagd“ in Suhl, Thüringen

Waldo Dörsch (* 31. Dezember 1928 in Oberweid/Rhön, Thüringen; † 24. Januar 2012 ebenda) war ein deutscher Bildhauer.

## Leben und Werk
Dörsch entstammte einer alten Rhöner Familie und war der Sohn des Holzschnitzers Louis Dörsch und dessen Frau Selma, geborene Thomas.
Er absolvierte eine Holzschnitzerlehre in der Werkstatt seines Vaters. Ab 1948 studierte er an der Hochschule für Baukunst und Bildende Künste in Weimar.
Dörsch arbeitete in vielschichtigen Bereichen von der architekturbezogenen Kunst bis zu zeichnerischen farbigen Darstellung surrealer Themen. Neben Skulpturen schuf er Fassaden- und Brunnengestaltungen und widmete sich der zeichnerischen Tätigkeit. Er schuf ein bedeutendes bildhauerisches, zeichnerisches und graphisches Werk.
Er war bis 1990 Mitglied des Verbands Bildender Künstler der DDR und Gründungsmitglied der Erfurter Ateliergemeinschaft.
Dörsch heiratete im Frühjahr 1956 in Oberweid Heidi Leutbecher (* 26. August 1935 in Oberweid), Tochter des Malergesellen Karl Leutbecher, und dessen Ehefrau Frida Leutbecher. Aus der Ehe stammen die Tochter Susanne und Sohn Thomas. Der Sohn Thomas Dörsch erlernte den Beruf eines Kunstschmiedes und die Tochter ist Keramikerin.

## Ehrungen
- 1980: Verdienstmedaille der DDR
- 1984: Orden Banner der Arbeit

## Werke

### Bildhauerische Werke (Auswahl)
- Brunnenanlage „Diana auf der Jagd“ (Dianabrunnen) vor dem Centrum Warenhaus Suhl, 1983/1984.
- Neuer Angerbrunnen, Anger Erfurt, 1978/1979.
- Doppelläufige, freistehende Wendeltreppe (konstruktivistische Fächertreppe) am Centrum Warenhaus Suhl, mit Heinz Luther (Architekt) 1966–1969.
- Denkmal für die Kriegsopfer an der Evangelischen Stadtkirche in Stadtlengsfeld (ehem. St. Margareta) 1967.

### Druckgrafik (Auswahl)
- Krieg (Holzschnitt, 1952)[3]
- Knecht und Knecht (Holzschnitt, 1952)[4]
- Befreiung (Holzschnitt, 1952)[5]

## Ausstellungen (unvollständig)

### Einzelausstellungen
- 1957: Meiningen, Meininger Museum (mit Franz Reiß)
- 1973: Babelsberg

- 1979: Gotha, Schlossmuseum Schloss Friedenstein (Plastik, Kunst am Bau, Architekturmodelle, Zeichnungen, Graphik, Collagen)
- 1982 und 1984: Suhl, Galerie im Steinweg
- 1988/1989: Meiningen, Staatliche Museen (zum 60. Geburtstag; Plastik, Kunst am Bau, Zeichnungen, Graphik)

### Teilnahme an zentralen und wichtigen regionalen Ausstellungen in der DDR
- 1971, 1975, 1979 und 1984: Suhl, Bezirkskunstausstellungen
- 1977 bis 1988: Dresden, VIII. bis X. Kunstausstellung der DDR
- 1979: Weimar, Kunsthalle am Theaterplatz („SPEKTRUM“)